# Aturia
Aturia è un mollusco cefalopode estinto appartenente ai nautiloidi. Visse tra il Paleocene e il Miocene superiore (64-7 milioni di anni fa); i suoi fossili sono stati rinvenuti in tutto il mondo.

## Descrizione
Questo parente dell'attuale Nautilus era caratterizzato da una conchiglia suddivisa internamente in camere da setti, di forma discoidale, fortemente involuta (con totale ricoprimento dei giri interni da parte dell'ultimo giro) e compressa (con altezza del giro decisamente superiore alla larghezza massima), con profilo del giro sub-triangolare e ventre arrotondato. I fianchi sono appiattiti e convergenti verso il ventre con un angolo di circa 20°.  L'ombelico è puntiforme e si trova all'incirca nel centro della conchiglia. La camera di abitazione è relativamente corta (circa 156° a partire dal peristoma: meno di metà dell'ultimo giro).  Non vi è ornamentazione, e quindi la superficie esterna della conchiglia si presenta completamente liscia. Gli esemplari fossili, quando conservati allo stato di modello interno, mostrano delle caratteristiche linee radiali con andamento a "zigzag", che costituiscono la linea di sutura (o linea lobale). Queste linee rappresentano la traccia dell'inserzione dei setti sulla parete esterna della conchiglia, e sono caratterizzate dall'alternanza di lobi (elementi con la convessità rivolta in direzione opposta all'apertura) e selle (elementi con la convessità rivolta verso l'apertura). In Aturia, la linea di sutura è contraddistinta da lobi stretti e molto acuti e da ampie selle. 
Questo tipo di sutura (definita talora come sutura aturioide), decisamente più complessa di quella solitamente dritta o leggermente ricurva della maggior parte dei nautiloidi, ricorda molto quella di alcuni ammonoidi del Paleozoico, noti come goniatiti, anche se non vi è alcuna relazione filetica diretta tra i due gruppi.

I setti sono strettamente ravvicinati e fortemente sinuosi, in numero di circa tredici nell'ultimo giro del fragmocono. 

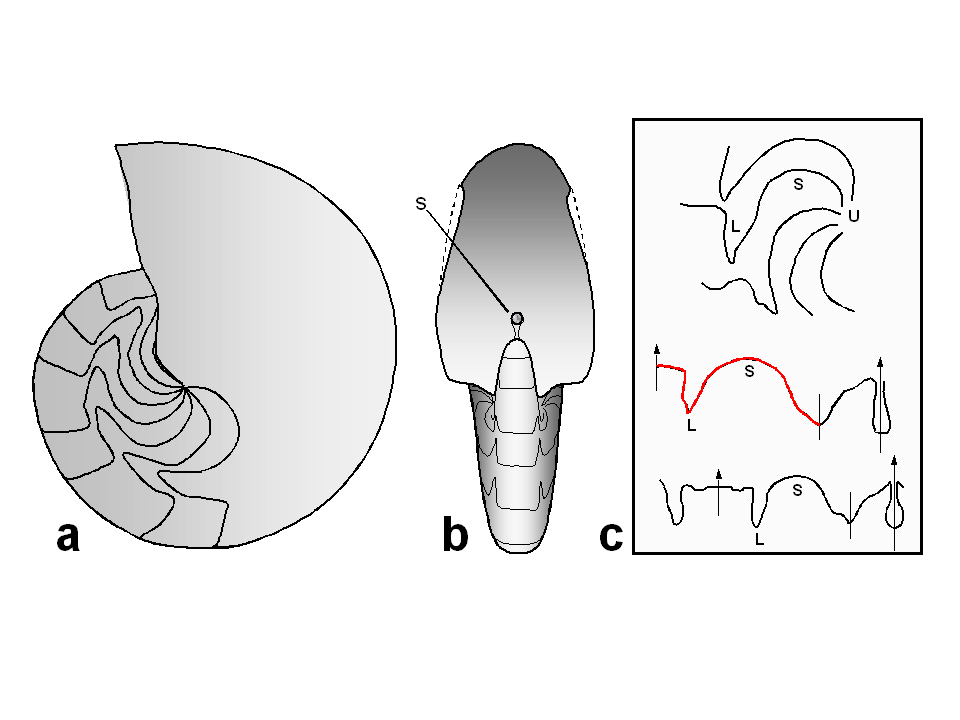
Caratteri principali del genere Aturia. a) vedura laterale di un esemplare (modello interno) con fragmocono e camera di abitazione; b) veduta ventrale di un modello interno di fragmocono (visibile il sifone s in posizione sub-dorsale sull'ultimo setto); c) particolare e sviluppo della linea di sutura: U-zona ombelicale S-sella laterale della sutura L-lobo laterale. È evidenziata in rosso la parte della sutura visibile di solito sul fianco del modello interno. Le frecce indicano la direzione dell'apertura. È evidente la configurazione a "vortice" delle suture nella regione peri-ombelicale determinata dalle selle laterali ed estremamente cararatteristica di questo genere

La linea di sutura è caratterizzata da una sella ventrale squadrata, talora con un piccolo lobo interno (lobo ventrale) più o meno accentuato (la cui presenza e forma è diagnostica a livello specifico); a questa segue un lobo laterale molto pronunciato, stretto e angoloso, che tende a toccare il lobo corrispondente della sutura precedente; questo è seguito da un'ampia sella laterale caratteristica, semicircolare e fortemente ricurva verso l'apertura della conchiglia, e da un lobo ombelicale (non visibile normalmente per la forte involuzione della conchiglia) leggermente ondulato, bifido. La parte dorsale della sutura è caratterizzata da un'ampia sella articolata in un lobo dorsale stretto e allungato, con terminazione ad anello (lobo anulare).
Il sifone era posizionato in posizione sub-dorsale, ovvero nella parte più interna del giro. 
Alcuni fossili di Aturia hanno conservato il colore originale presente sulla conchiglia con tracce di colore bruno distribuito in strisce simili a quelle del nautilo attuale (dotato di una conchiglia con striature radiali bruno-rossastre su sfondo bianco).

## Storia evolutiva
Gli Aturiidae si evolvono probabilmente nel tardo Cretaceo, da forme di nautiloidi dotate di suture fortemente sinuose (famiglia Hercoglossidae), e hanno una diffusione molto rapida nel Paleocene. Costituiscono in effetti la famiglia di nautiloidi più diffusa e diversificata del Cenozoico. Il genere Aturia persiste fino a tutto il Miocene, mentre non vi sono segnalazioni sicure dal Pliocene in poi, quando verosimilmente il progressivo raffreddamento del clima portò all'estinzione di queste forme di acque calde.
È notevole il fatto che questa forma tende a sviluppare (ancor più rispetto agli Hercoglossidae), la sinuosità della sutura, fino a raggiungere una complessità paragonabile a forme di ammonoidi del tardo Paleozoico (Goniatitida e Clymeniida, questi ultimi con sifone dorsale). Si tratta di un interessante fenomeno di convergenza evolutiva, dovuto presumibilmente (Lukeneder e Harzauser, 2002, con bibliografia) all'evoluzione della conchiglia verso una morfologia compressa con fianchi appiattiti, più efficiente dal punto di vista idrodinamico. Questo tipo di morfologia è però meno resistente alla pressione dell'acqua (a parità di spessore della parete esterna), rispetto a conchiglie globose con profilo curvilineo a guscio.  Il problema è stato risolto da entrambi i gruppi enfatizzando il ruolo di “rinforzo” dei setti interni, aumentandone la sinuosità piuttosto che lo spessore.

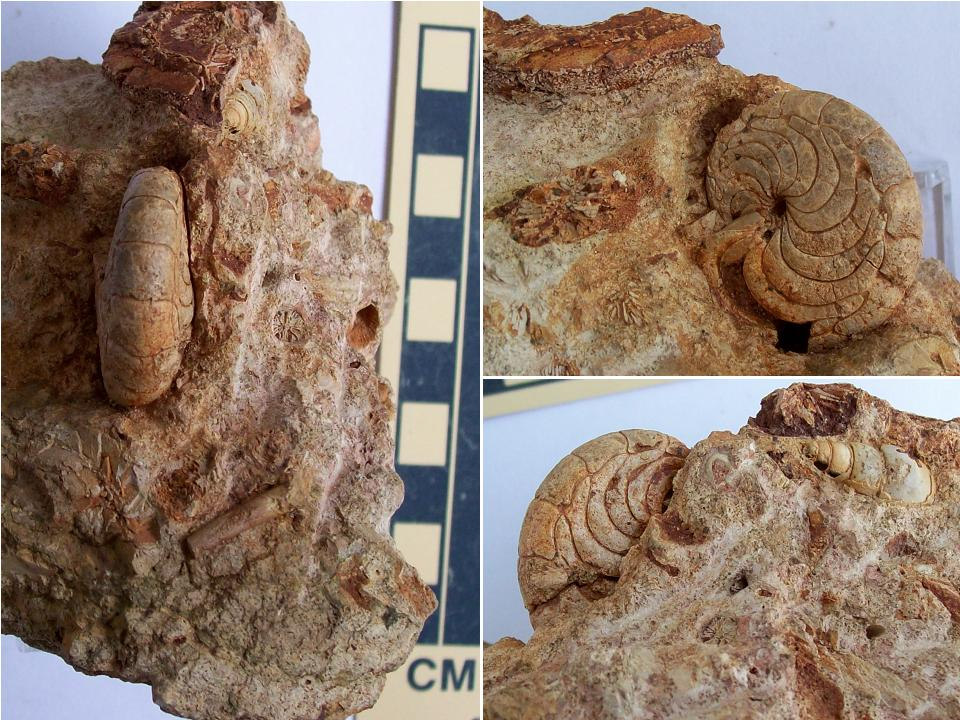
Esemplare di Aturia aturi (Basterot) dal Miocene della Puglia. L'associazione, comprendente coralli e gasteropodi, è tipica di una facies di reef esterno. L'esemplare è un modello interno, in cui oltre alla forma discoidale della conchiglia e all'ombelico stretto e profondo è chiaramente visibile il decorso della sutura.

La specie più nota è Aturia aturi (Basterot), dal Miocene del Mediterraneo, diffusa anche nell'Europa occidentale e orientale, la cui conchiglia aveva mediamente un diametro di circa 6 centimetri.

## Areale e habitat
Aturia era una forma cosmopolita: esemplari fossili di questo genere sono stati rinvenuti in depositi marini di tutti i continenti, dalle Americhe all'Eurasia e Africa settentrionale, fino al Giappone, rinvenuta anche in luoghi remoti come la Nuova Zelanda (Beu, 1973) e (in depositi paleogenici anteriori alla formazione della calotta glaciale) la parte occidentale dell'Antartide (Teichert e Matsumoto, 1987). Tra le specie più diffuse, oltre alla citata A. aturi (Basterot), si possono citare A. cubaensis (Lea), diffusa tanto nella provincia atlantica quanto in quella indo-pacifica, A. ziczac (Sowerby), diffusa nella provincia europea occidentale e A. coxi Miller, presente nell'area indo-pacifica.
Molti fossili di aturia sono stati ritrovati anche in Italia, in sedimenti prevalentemente pelitici con associazioni faunistiche fossili di mare profondo e microfossili planctonici. A. aturi (Basterot) e A. complanata Sturani compaiono nell'Aquitaniano (Miocene Inferiore) e non sono segnalate in livelli più recenti del Serravalliano (Miocene Superiore pro parte). Si rinviene nel bacino terziario ligure-piemontese (Formazione di Baldissero). Nautiloidi del genere Aturia si rinvengono sporadicamente, nei sedimenti marini profondi miocenici del margine sud-alpino (Gonfolite), nell'area appenninica (Formazione Marnoso Arenacea) e in sedimenti marini miocenici presenti con discontinuità lungo tutta la penisola, fino alla Sicilia.
È probabile che Aturia fosse un organismo pelagico e un abitatore di acque piuttosto profonde (anche se, come nelle specie attuali, la mobilità verticale poteva essere elevata); inoltre la morfologia della conchiglia, particolarmente idrodinamica, è indicativa di un nuoto piuttosto veloce. Come il nautilo attuale e la maggior parte delle specie fossili di nautiloidi, si trattava verosimilmente di un predatore.